# Диван (литература)

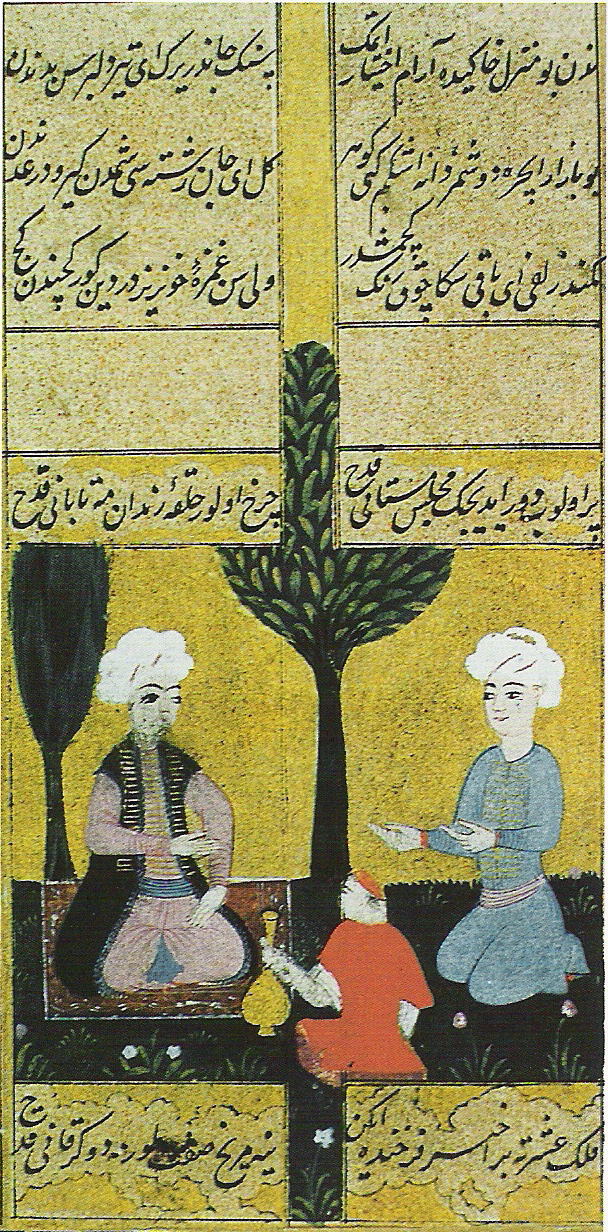
Из Dîvân-ı Bâkî, XVI век

Дива́н (перс. ديوان‎ — «счётная книга», «контора»; Divan, Diwan) — в литературе Ближнего и Среднего Востока собрание мелких лирических стихотворений одного поэта или группы, объединяемой по какому-либо признаку (например, «Диван племени Хузайль»). Стихотворения располагаются в алфавитном порядке их рифм.
Первоначально слово «диван» на Востоке означало список, реестр, особенно расписание податей, вообще свёрток счетов по государственным делам, а также и место хранения этих счетов — архив. Название это было перенесено и на собрание стихотворений, принадлежащих одному автору. Своим сборником «Западно-восточный диван» (1819) Гёте ввёл это слово в европейскую литературу.